# El Greco
El Greco (na španjolskom znači jednostavno Grk) rođen kao Dominikos Theotokópulos (Δομίνικος Θεοτοκόπουλος) (Fodelos na Kreti, 1541. – Toledo, 7. travnja, 1614.). Iako podrijetlom Grk, većinu svog stvaralaštva (a koje obuhvaća slikarstvo, kiparstvo i arhitekturu i književnost) ostvario je u Španjolskoj, poglavito u Toledu, te se smatra španjolskim slikarom. 

## Životopis
Na Kreti (koja je još bila pod mletačkom vlašću) je bio slikar ikona u stilu posljednje faze bizantske umjetnosti, ali je u dobi od 26 godina krenuo u Veneciju kako bi naučio zapadnjački stil slikanja. Bio je učenik Tiziana i Tintoretta, ali je na njega utjecala i maniristička slikarska škola, osobito Tintoretto i Jacopo Bassano. Kasnije (oko 1570. – 72.) je otišao u Rim (gdje su ga dojmila Michelangelova djela) i ponovno se vraća u Venciju (1572. – 76.). 
Slikar i povjesničar umjetnosti, F. Pacheco, spominje da je El Greco bio i veliki filozof, no njegove je spise zamelo vrijeme, kao što je i prekrivalo zaboravom njegovo značajno likovno djelo gotovo do polovice 19. stoljeća kad je 1833. god. A. Ronchini u Rimu objavio, kao prvi autentični dokument o postojanju El Greca, pismo hrvatskog minijaturista J. Klovića (čiji je portret naslikao 1570.) kardinalu Alessandru Farneseu (Rim, 16. studenog 1570.).
Godine 1577., u 36 godini života, otputovao je u Toledo, pradavno španjolsko središte (još od Vizigota) a tada najvažnije katoličko mjesto, gdje je ostao sve do smrti. Po dolasku je za crkvu Santo Domingo el Antiguo izradio prvu sliku u Španjolskoj. Taj samotar, melankolik i okorjela svađalica je postao pravim Španjolcem i zaljubljenikom u Toledo kojeg slika u oluji, zabilježivši tako mistični i nestvarni duh ekstatične protureformatorske Španjolske toga doba.
Pokopan je u kapeli toledske crkve Santo Domingo el Antiguo, a nakon njegove smrti je u njegovoj radionici pronađeno 115 slika, 15 započetih skica, 4 grisaillea i oko 150 crteža. El Greco nije držao slikarsku školu, a neke je njegove slike dovršio njegov sin Jorge Manuel, a druge vješto kopirao. 
Inspirirao je i jednog od najvećih slikara 20. stoljeća - Pabla Picassa.

## Djela
Na El Greca su najprije utjecali kršćanski motivi bizantske ikonografije, koje je on kasnio upotpunio manirističkim oblicima od Michelangela i neprirodnim Tintorettovim bojama. Dakle, njegova djela sumračnih tonova, mističnog ugođaja, izduženih lica i vijugavih figura predstavljaju spoj bizantskog ikonopisa i zapadnjačke kasne renesanse tvoreći jedinstven maniristički stil. 
El Greco je po venecijanskom receptu miješao boje s mliječi smokvina lista, i s tom je smjesom postizao azurne boje (otrovne i bolesne, ali i opojne i omamljive nijanse), hladne poput odsjaja u starim zrcalima. Uz njih koristio je i slabašne zemljane boje, i bogati raspon od crvenog purpura do duboke ljubičaste u snažnom tamnom okviru. Takva paleta je bila svaršena za njegove uskovitlane melankolične kompozicije.
Prva njegova utvrđena slika je Poklonstvo pastira u crkvi Santo Domingo el Antiguo u Toledu, a kasnije postaje jedan od najznačajnijih slikara oltara u Španjolskoj. U novom dvorcu Filipa II., Escorialu kod Madrida, slikao je slike za palaču i samostan San Lorenzo. Često je slikao prizore iz Kristova života, krajolike Toleda, brojne portrete (Juraj Klović, Veliki inkvizitor Don Fernando Niño de Guevara), i teme iz Apokalipse, a ostvario je i varijantu teme o Laokontu. Njegova su djela izložena u više muzeja, od kojih treba navesti Muzej Prado u Madridu i Muzej i kuća El Greca u Toledu. Spomenimo neka od njih: Navještenje, Pogreb grofa Orgaze, Uznesenje Djevice, Laokont, Sveti Franjo u molitvi, i dr.
Slika u kojoj se najbolje odražava njegov nestvarni slikarski stil je Pogreb grofa Orgaze u maloj crkvi San Tomé u Toledu. Na toj slici bizantskog rasporeda, svjetlo je potpuno nestvarno; ono ne samo da isijava uokolo svih likova, već postaje fluidni glavni element izražavanja. To je svjetlo prozirno i stakleno u gornjem dijelu, gdje nagi grof d’Orgaz ulazi u nebo, dok je na donjem zemaljskom dijelu odsjeva, lijeska se po ukrasima i pojedinim licima pogrebne pratnje (jedno od njih je i umjentikov autoportret) i rukama. Ljudska lica su izduljena i nalik jedno na drugo poput braće. Stavovi su im ponegdje nemogući, a njihove ukočene i svečane kretnje su veličajne i hijerarhijske.

### Kronološka galerija djela
- Navještenje, oko 1578., ulje na platnu, 26 × 19 cm, Prado, Madrid.
- Sveta obitelj, oko 1590.-95., ulje na platnu, 127 x 102 cm, Hospital de Tavera.
- Krštenje Kristovo, oko 1597., ulje na platnu, 26 × 19 cm, Prado, Madrid.
- Pogled na Toledo, 1597. - 1607., ulje na paltnu, 121 x 109 cm, Metropolitan, New York.
- Krist izbacuje trgovce iz hrama, oko 1600., ulje na paltnu, 350 x 144 cm, Nacionalna galerija, London.
- Sveti Ivan Evanđelist, oko 1600., ulje na platnu, 102 × 177 cm, Prado, Madrid.
- Poklonstvo pastira, oko 1600., ulje na platnu, 319 × 180 cm, Prado, Madrid.
- Don Fernando Niño de Guevara, oko 1601., ulje na platnu, 171 × 108 cm, Metropolitan, New York.
- Otvaranje petog pečata (Apokalipsa), oko 1608., ulje na platnu, Metropolitan, New York.
- Raspeće, ulje na platnu, 95.5 x 61 cm, muzej Getty, Los Angeles.